# Eugen Schuhmacher
 (décembre 2024).
Si vous disposez d'ouvrages ou d'articles de référence ou si vous connaissez des sites web de qualité traitant du thème abordé ici, merci de compléter l'article en donnant les références utiles à sa vérifiabilité et en les liant à la section « Notes et références ».
Pour les articles homonymes, voir Schuhmacher.
Eugen Schuhmacher (de son nom complet Eugen Josef Robert Schuhmacher) né le 4 août 1906 à Stuttgart (Allemagne) et mort le 8 janvier 1973 à Munich (Allemagne), est un zoologiste allemand, pionnier dans le domaine du documentaire animalier. Il fait partie, avec Bernhard Grzimek et Heinz Sielmann, de ces documentaristes allemands à la réputation internationale.

## Biographie
Eugen Schuhmacher naît à Stuttgart, en Allemagne. Il achète sa première caméra, une Bell & Howell Eyemo en 1931 et se met à réaliser, tout au long des années 1930, des courts-métrages sur la vie sauvage en Amérique du Sud et en Allemagne. Dans les quatre décennies qui suivent, il réalise des documentaires (de format court ou long) sur les animaux, la culture de l'Empire inca, les peuples indigènes d'Amérique du Nord, d'Amérique du Sud et de Papouasie-Nouvelle-Guinée. Il remporte des prix aux festivals de Berlin, Venise et Cannes. Son film Natur in Gefahr (« Nature en danger », 1952) est un constat alarmant de la destruction des paradis terrestres et de l'extinction des espèces animales. En 1955, son long-métrage réalisé avec Mathias Rebitsch, Im Schatten des Karakorum (« Dans l'ombre de Karakoram »), reçoit l'Ours d'Or à Berlin du meilleur film documentaire. En 1958, il réalise l'une des premières séries télévisées allemandes sur les espèces en voie de disparition : Auf den Spuren seltener Tiere. 37 épisodes de cette série très populaire en Allemagne sont tournés dans des endroits exotiques comme les Galápagos, la Nouvelle-Guinée, ou l'Afrique.
En 1966, il achève après sept ans de travail son projet de film : The Last Paradises: On the Track of Rare Animals.
Schuhmachrer meurt à Munich à l'âge de 66 ans des suites d'un cancer. Son dernier film, Europas Paradiese, sort en salles à titre posthume.

## Filmographie sélective
- 1955: Im Schatten des Karakorum
- 1967: The Last Paradises: On the track of Rare animals (Die letzten Paradiese)
- 1973: Europas Paradiese